# Chiesa di San Domenico (Narni)
La chiesa di San Domenico è un'antica chiesa di Narni, ora sconsacrata, risalente al XII secolo, sede dell'antica cattedrale della città.
Secondo la tradizione, l'edificio di culto è stata costruita su un tempio di epoca romana dedicato a Minerva (tradizione avvalorata dal fatto che fu la prima chiesa dedicata alla Madonna, il cui titolo ufficiale era Santa Maria Maggiore; poi venne affidata ai domenicani e si chiamò anche San Domenico).

## Interno
L'interno è a tre navate divise da pilastri che sostengono delle arcate a tutto sesto, in fondo, l'abside del '600 ha distrutto ogni traccia della primitiva architettura. L'altare di recupero presenta pannelli romanici finemente scolpiti con motivi fitomorfi. Le cappelle sono state aggiunte nel '400: quella della famiglia del Gattamelata, quella della famiglia Arca e quella grande, a due arcate a sinistra, che fu eretta nel '400 e che dopo il sacco dei Lanzichenecchi, fu dedicata alla Madonna del Rosario ed affrescata dagli Zuccari.
Intorno al 1800 chiesa e convento furono occupati dalle truppe napoleoniche e nel 1867 vennero requisiti dallo stato italiano. Passati in seguito alla proprietà comunale, la chiesa venne restaurata intorno al 2000 e utilizzata come auditorium.

## Dettagli artistici e architettonici
Altri particolari importanti sono:
- il tabernacolo;

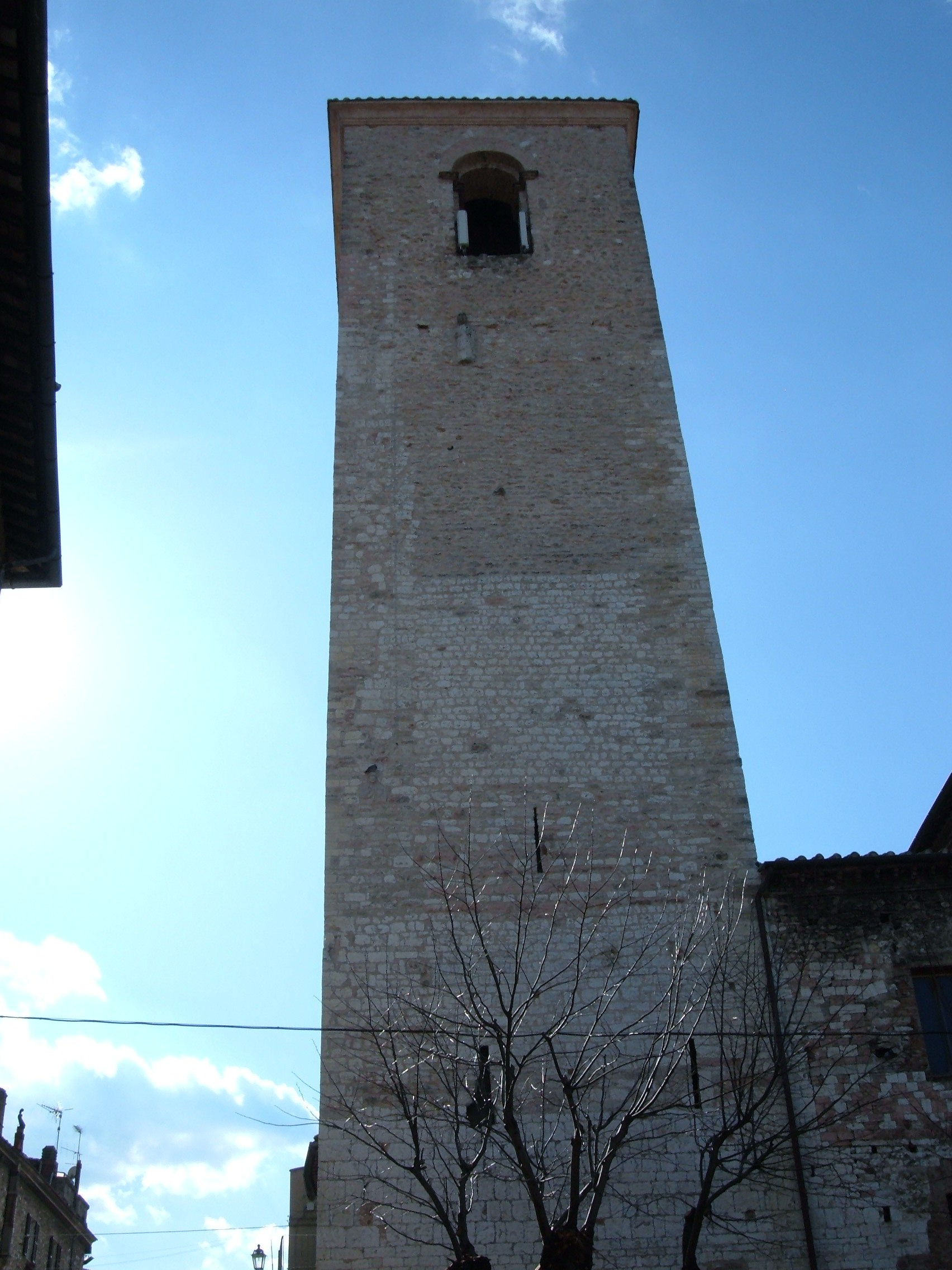
Torre campanaria

- l'affresco della Madonna col bambino tra i santi Domenico e Tommaso;
- i resti di un mosaico risalente all'epoca bizantina.

Sotto la chiesa sono presenti alcune stanze scoperte negli anni '80 dal Gruppo 
speleologico UTEC di Narni. Una chiesa, un ambiente con una cisterna romana ed una cella utilizzata come prigione e camera delle torture dal Tribunale dell'inquisizione; vi sono anche presenti interessanti graffiti lasciati dai prigionieri.
Le stanze sono visitabili rivolgendosi in loco a un'associazione culturale animata da volontari. 
Tutti questi ambienti facevano parte del complesso del convento di San Domenico che divenne proprietà del Comune di Narni nel 1867.

### Portale
Tra gli elementi architettonici, molto peculiare è il portale scolpito, formato da tre blocchi lapidei con dodici clipei recanti i 12 busti degli apostoli intervallati da fitti decori. Al di sotto degli stipiti, due ulteriori blocchi lapidei riportano due figure di telamoni. Tra i vari motivi ornamentali intercalati tra i clipei ve n'è uno, molto particolare, incastrato tra due clipei dello stipite destro, con la ripresa di un tema iconografico del Romanzo di Alessandro, di particolare fortuna in epoca medievale, l'ascensione in cielo di Alessandro Magno, su un velivolo trainato da due grifoni ingannati da esche poste all'estremità di due lance, la cui ispirazione è mediata, probabilmente, da qualche oggetto portabile (come un libro o una stoffa) di fattura bizantina.